# Hagider (Uspenea), Cetatea Albă
Hagider (în ucraineană Над'ярне, transliterat: Nadearne) este un sat în comuna Cair din raionul Cetatea Albă, regiunea Odesa, Ucraina.

## Demografie
Componența lingvistică a localității Hagider
     Ucraineană (93,93%)
     Română (4,44%)
     Alte limbi (1,63%)
Conform recensământului din 2001, majoritatea populației localității Hagider era vorbitoare de ucraineană (93,93%), existând în minoritate și vorbitori de română (4,44%).